# Ghiacciaio Hlubeck
Il ghiacciaio Hlubeck (in inglese Hlubeck Glacier) è un ghiacciaio lungo circa 16 km situato sull'isola Thurston, al largo della costa di Eights, nella Terra di Ellsworth, in Antartide. Il ghiacciaio, il cui punto più alto si trova a circa 270 m s.l.m., è situato in particolare a ovest del ghiacciaio  Long, nella parte sud-orientale dell'isola, e da qui fluisce verso sud-ovest scorrendo lungo il versante orientale di punta Sheldon fino ad entrare nello stretto Peacock, andando così ad alimentare la piattaforma glaciale Abbot.

## Storia
Il ghiacciaio Hlubeck è stato così battezzato dal Comitato consultivo dei nomi antartici in onore dell'uomo radio Vernon R. Hlubeck, membro della squadra dell'idropattugliatore PBM Mariner del Gruppo Orientale dell'Operazione Highjump, grazie a cui fu possibile scattare diverse fotografie aeree di questo ghiacciaio e delle aree costiere adiacenti nel periodo 1946-47.